# Zbigniew Korzeń
Zbigniew Korzeń (ur. 6 marca 1946 w Ślizowie, zm. 17 kwietnia 2002) – polski inżynier mechanik. 
W latach 1964–1970 studiował na Wydziale Mechanicznym Politechniki Wrocławskiej na kierunku konstrukcyjnym o specjalności maszyny robocze ciężkie. Stopień naukowy doktora nauk technicznych uzyskał w 1975, a w 1981 uzyskał stopień doktora habilitowanego. W 1994 uzyskał tytuł profesora na Wydziale Mechanicznym Politechniki Wrocławskiej, a w roku 1999 otrzymał stanowisko profesora zwyczajnego. Dziekan tego Wydziału Mechanicznego (1954-1958, 1962-1964). Prorektor Politechniki Wrocławskiej (1964-1968). Rektor Międzynarodowej Wyższej Szkoły Logistyki i Transportu we Wrocławiu.